# Platycheirus thylax
Platycheirus thylax är en tvåvingeart som beskrevs av Hull 1944. Platycheirus thylax ingår i släktet fotblomflugor, och familjen blomflugor.
Artens utbredningsområde är Québec. Inga underarter finns listade i Catalogue of Life.